# 德拉戈布拉特山
48°13′56.2″N 24°13′48″E / 48.232278°N 24.23000°E
德拉戈布拉特山是烏克蘭的山峰，位於該國西部外喀爾巴阡州，屬於烏克蘭喀爾巴阡山脈中斯維多韋茨山脈的一部分，海拔高度1,763米。